# Rue de Guérande
La rue de Guérande est une voie de Nantes, en France.

## Situation et accès
Située dans le centre-ville de Nantes, la rue de Guérande se trouve à proximité immédiate de la place Royale entre la rue de la Fosse et la rue Crébillon.

## Origine du nom
Elle porte le nom de la cité bretonne de Guérande.

## Historique
L'appellation de « rue de Guérande » est ancienne. Elle est antérieure à l'époque à laquelle la légende lui donne pourtant l'origine de son nom. Cinq cents Guérandais, avec à leur tête le comte de Dunois, ayant, en 1487, apporté leur secours au duc François II de Bretagne assiégé dans Nantes, la porte Sauvetout aurait été rebaptisée en leur honneur. Par la suite, cette aurait retrouvé son nom, tandis le nom de Guérande était attribué à une porte voisine. La rue passant devant les remparts à cet endroit aurait donc pris le nom de cette porte avant que celle-ci ne soit détruite,. Il est possible que cette rue et son nom datent de l'époque de la construction des remparts du Moyen Âge. Le tracé suit les fortifications et joint le Marchix (devenu place de Bretagne) au quai de la Fosse. Coupée en deux par le percement du boulevard de la porte Saint-Nicolas puis de la rue Crébillon, la rue de Guérande est fortement raccourcie, puisque la partie nord prend le nom de rue de la Glacière, puis rue Basse-Motte-Saint-Nicolas, pour enfin s'appeler définitivement rue Contrescarpe. La rue de Guérande étant très courte, seuls deux commerces ont marqué la petite histoire de la ville : le restaurant Mainguy et La Fauvette.

## Bâtiments remarquables et lieux de mémoire
À l'angle des rues de Guérande et Crébillon a été apposée une plaque commémorative, dédiée à la mémoire de René Dunan (1793-1885). Ce Nantais, enseignant et pédagogue, fondateur d'une institution pour les enfants sourds à l'origine de l'institut La Persagotière, est devenu, en 1825, le premier sourd directeur d'une école en France.

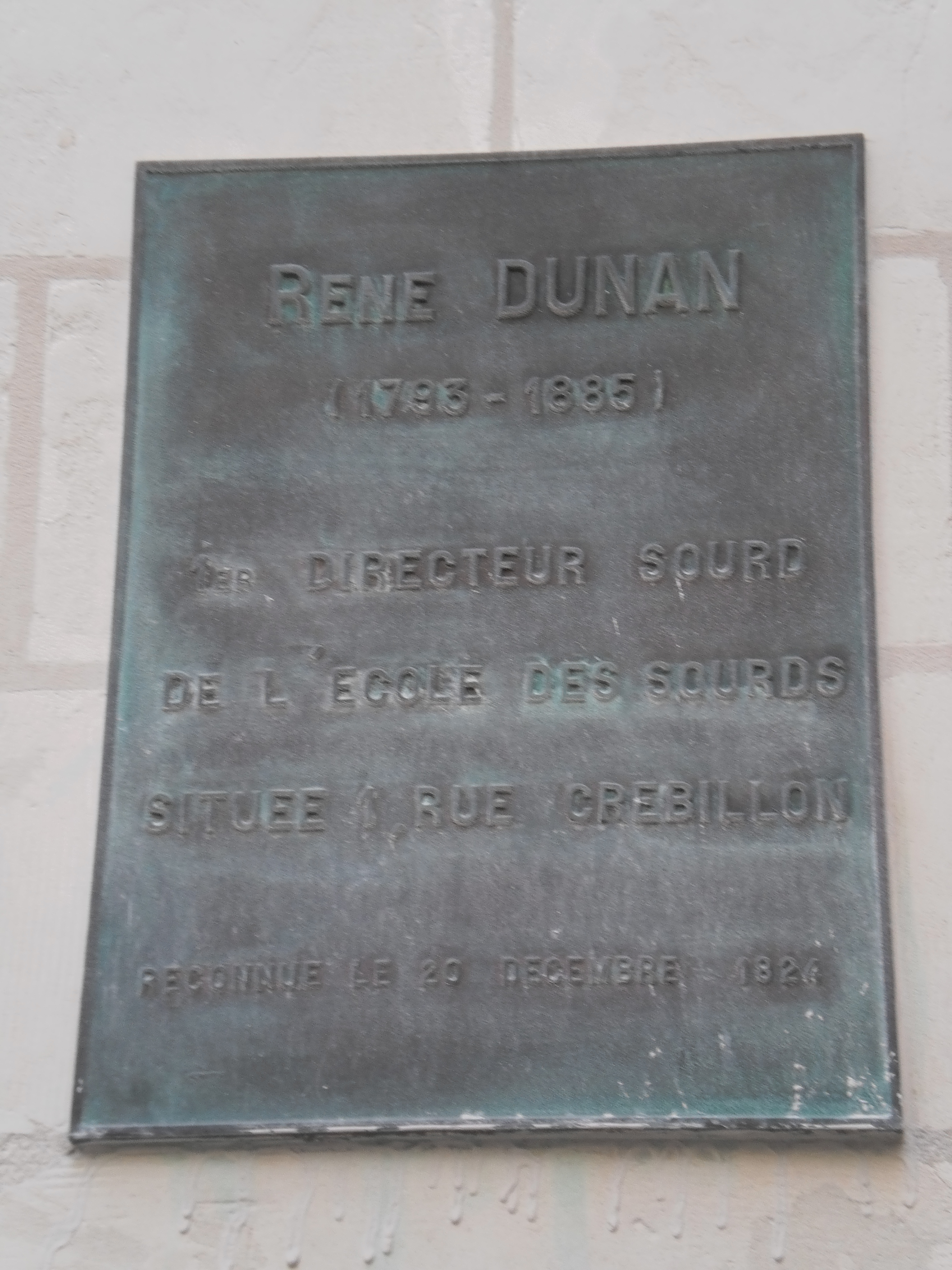
Plaque commémorative en mémoire d'Henri Dunan
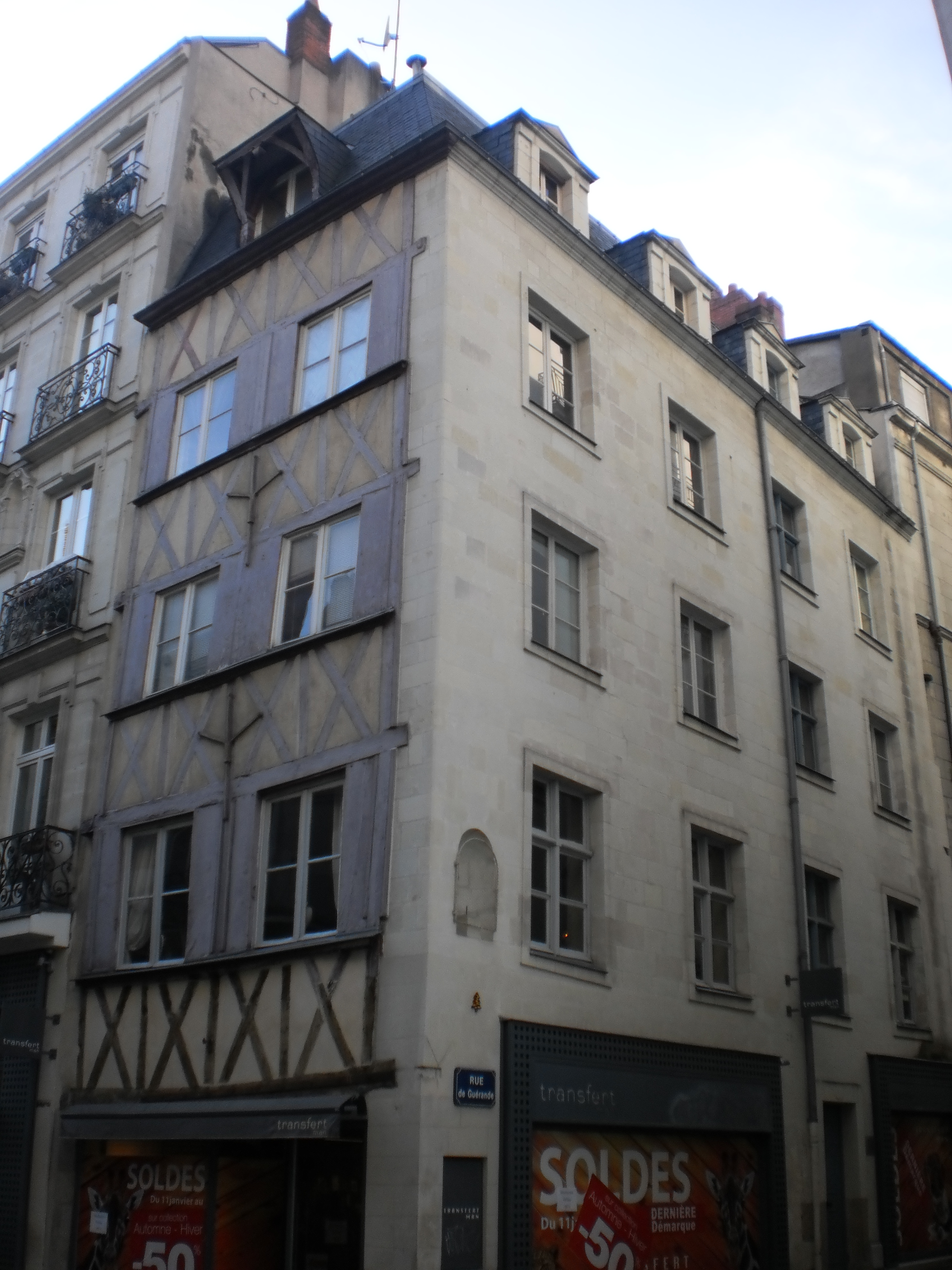
Immeuble inscrit aux monuments historiques

Les façades et toitures, ainsi que les décors peints du premier étage, de l'immeuble situé à l'angle de la rue de Guérande (au no 1) et de la rue de la Fosse (au no 2) font l'objet d'une inscription au titre des monuments historiques depuis le 5 octobre 1993. Cette maison à pans de bois est peut-être construite dès le XVe siècle, et fortement remaniée au XVIIe siècle. Les décors intérieurs sont peints vers 1650.